# Râul Hârboca
Râul Hârboca este un curs de apă, afluent al râului Câlnău. 

## Hărți
- Harta Județului Buzău